# قناة السنة النبوية
قناة السنة النبوية هي قناة تلفزيونية سعودية حكومية تبث من المدينة المنورة بث حي مباشر 24 ساعة للمسجد النبوي الشريف، تنقل جميع الصلوات مصحوبةً بتعليق صوتي من مذيعي القناة لوصف الصورة ونقلها للمشاهد في أرجاء العالم، وفي خارج أوقات الصلاة تنقل صور مباشر للمسجد النبوي مع طائفة من أحاديث النبي محمد ﷺ، وهي ملتزمة بالسياسة الإعلامية.
القناة منذ افتتاحها لم توقف بثها أبدًا وفي بثها تصدر أقوالاً للسنة النبوية لذلك سميت القناة بقناة السنة النبوية، وللقناة شقيقة وهي قناة القرآن الكريم.

## التأسيس
تأسست القناة في عهد الملك عبد الله بن عبد العزيز آل سعود وبدأ البث في 30 من ذو الحجة 1430 هـ.

## المذيعون
- حمد الدريهم
- عبد الله الأسمري
- عبد الرزاق العليوي

وغيرهم
ومما تتميز به القناة، هو قراءة الحديث النبوي بصوت قراء مميزين ذوي صوت واضح غير مزعج للآذان، ذوي فصاحة ومخارج حروف صحيحة بدون تكلف. يقرؤون قراءة مجردة فلا يضيفون تأثيرات قصصية ولا إضافة مشاعر أو نبرة أو نغمة أو تشديد يغير أو يوجّه المعنى بل قراءة واضحة التجرُّد.

## الإدارة
يشرف على القناة مدير مركز تلفزيون المدينة المنورة، والمدير الحالي هو الأستاذ عزالدين بن عبد الله كاتب.

## ترددات القناة
| القمر    | تردد القناة | معامل الترميز |
| -------- | ----------- | ------------- |
| نايل سات | 12149 (H)   | 27500 – 3/4   |
| عرب سات  | 12149 (H)   | 27500 – 5/6   |
| ياه سات  | 11747 (H)   | 27500 – 5/6   |
| هوت بيرد | 12558 (V)   | 27500 – 5/6   |

## روابط خارجية
- sunnatvsa على تويتر.